# Bataille du pont 14
La bataille du Pont 14 fut livrée le 14 décembre 1975, en Angola, lors de la guerre civile angolaise (1975-2002). La bataille est peu connue en dehors de l'Afrique du Sud, même si elle représente une défaite majeure des forces communistes en Angola - le MPLA et les Cubains - face aux troupes sud-africaines. Cela s'explique en partie par le fait que les seuls récits détaillés publiés sur cette opération ont été rédigés en afrikaans et qu'aucun n'a encore été traduit. Au cours de cette bataille, de nombreux soldats sud-africains ont obtenu l'Honoris Crux (Croix d'honneur), la plus haute décoration de la SADF.
En 1975, les Sud-Africains se trouvèrent impliqués directement dans les combats angolais, et dans le cadre de l'opération Savannah, leurs troupes et celles de l'UNITA infligèrent au Pont 14 une cuisante défaite aux Cubains et aux forces gouvernementales angolaises, pourtant très nettement supérieures en nombre et en équipement; notamment des chars de combat T-54. Quatre Sud-Africains perdirent la vie lors de cette bataille contre plus de 400 pertes du côté adverse. En outre, les vainqueurs s'emparèrent d'une grande quantité de matériel de guerre abandonné par les vaincus lors de leur repli.

## Contexte
Depuis l'indépendance, l'Angola est plongé dans une guerre civile qui oppose principalement le Mouvement populaire de libération de l'Angola (MPLA), responsable du gouvernement, d'une part, et les mouvements rebelles de l'Union nationale pour l'indépendance totale de l'Angola (UNITA) et le Front national de libération de l'Angola (FNLA), d'autre part. Le MPLA, d'orientation marxiste, bénéficiait du soutien politique, économique et militaire des pays du bloc de l'Est et bénéficiait sur le terrain de l'appui direct d'un corps expéditionnaire cubain, dont l'aide a été inestimable pour arrêter une offensive du FNLA sur Luanda, lors de la bataille de Kifangondo.
L'UNITA, pro-occidentale, était soutenue, plus ou moins officiellement selon les années, par les États-Unis, et épaulée militairement, au début du conflit et jusqu'à la fin du régime de l'apartheid, par l'Afrique du Sud, alors en guerre en Namibie avec les combattants de la SWAPO, proches politiquement du MPLA, et qui luttaient pour l'indépendance de leur pays et trouvaient en Angola des sanctuaires de repli.

## La bataille

### Premiers affrontements
Le Pont 14 était situé sur la rivière Nhia, sur la route de Cela à Quibala. En novembre, le groupement tactique Foxbat (anglais : Battle Group Foxbat) a vaincu une force du MPLA, qui s'est retirée sur ce pont puis l'a fait exploser. L'avancée des forces sud-africaines le long de la seule route goudronnée menant à Quibala a été stoppée au niveau de la rivière Nhia. En raison des fortes pluies dans la région et du terrain marécageux, le pont était le seul moyen de passage pour les véhicules lourds. Au moment de la bataille, les Sud-Africains et l'UNITA se retiraient déjà d'Angola.
Le colonel Swart, commandant de la Task Force Zulu, voulait savoir ce que l'ennemi faisait sur le pont et le commandant Breytenbach a donc envoyé le sergent Danny Roxo, un vétéran portugais, avec un peloton d'infanterie et quelques voitures blindées dans la zone du pont pour effectuer une reconnaissance. Peu de temps après, la force principale a entendu des bruits de bataille, notamment des tirs de mortier. Au loin, on a observé les deux voitures blindés revenant vers la force principale à toute vitesse, suivis de près par l'explosion des mortiers. Breytenbach a ordonné aux voitures de revenir pour aider Roxo et l'infanterie, mais les commandants ont refusé, affirmant que le barrage était trop lourd. Puis l'infanterie apparut sur la route et quelques minutes plus tard, Roxo et ses hommes montèrent dans les voitures blindées et retournèrent aux positions de la force principale. Roxo rapporte que le pont s'est effondré et mentionne immédiatement que des soldats ennemis ont été tués lors de sa reconnaissance.
Plus tard, Breytenbach a entendu l'histoire complète de deux prisonniers évadés qui ont entendu les Cubains discuter de la rencontre avec Roxo avec une certaine surprise. Alors qu'il avançait pour vérifier le pont, Roxo aperçut un Cubain de l'autre côté et lui tira dessus. Roxo commença à battre en retraite et d'autres troupes ennemies sortirent de leur abri et commencèrent à lui tirer dessus. Il a riposté en tirant depuis sa taille, tuant onze ennemis, dont quatre Cubains. Il reçut plus tard le Honoris Crux pour cette rencontre.
Le courage exceptionnel de Roxo est attesté par la manière dont il est mort quelques mois plus tard. Lors d'une patrouille près de la rivière Okavango, son Wolf a heurté une mine terrestre et a été renversé, tuant un homme et écrasant Roxo en dessous. Le reste de l’équipage a tenté de le dégager, mais il était trop lourd. Breytenbach a écrit :

« Danny Roxo, fidèle à son caractère intrépide, a décidé de tirer le meilleur parti des choses, en allumant une cigarette et en la fumant calmement jusqu'à ce qu'elle soit finie, puis il est mort, toujours coincé sous le Wolf. Il ne s'était pas plaint une seule fois, ni poussé un seul gémissement ou lamentation, même si la douleur devait être atroce. Ainsi est mort le sergent Danny Roxo, un homme devenu une légende dans les forces de sécurité portugaises au Mozambique, et qui est rapidement devenu un autre dans les forces spéciales sud-africaines. »

— Jan Breytenbach, They Live by the Sword, pp. 105

### Duels d'artillerie
L'avancée du Foxbat vers Quibala fut désormais également arreté au niveau de la rivière Nhia par une puissante force d'artillerie, qui comprenait plusieurs lance-roquettes multiples, et une force combinée d'infanterie cubaine et FAPLA. Il fallait donc non seulement restaurer le pont – son seul moyen de passage – mais en même temps éliminer une force ennemie supérieure. Des observateurs ont été envoyés sur une colline voisine appelée Top Hat et ont installé un poste d'observation (PO) d'où ils pouvaient voir le pont. Ils ont également pu observer l'ennemi établir des positions de mortier dans un kraal voisin et ont déclenché des tirs d'artillerie sud-africains, qui ont rapidement éliminé la position. Les observateurs ont également pu tirer directement sur une voiture blindé et un emplacement de roquette Red Eye, qui ont tous deux été détruits.
Plus tard, depuis ce point d'avantage, les Sud-Africains ont pu observer les troupes des FAPLA et des Cubains patauger dans la rivière près du site du pont. Une fois de plus, ils ont déclenché des tirs d'artillerie, créant le chaos parmi l'ennemi surpris, les obus explosant continuellement tuant un grand nombre d'entre eux. Deux hélicoptères FAPLA ont été envoyés pour fouiller la colline à la recherche du PO, dont l'ennemi savait déjà qu'il devait se trouver dans cette zone, mais qui n'a pas été découvert. L'observateur, le caporal Andre Diederichs, y est resté près d'une semaine avant de regagner les lignes sud-africaines. Diederichs était membre du commando d'élite de reconnaissance, le Recce, mais avait peu d'expérience en tant qu'observateur d'artillerie et devait être formé sur place par radio à la procédure correcte.
Des renforts sont arrivés pour la force cubaine/FAPLA au cours de la première semaine de décembre et ont installé un quartier général et un dépôt de munitions juste au nord du fleuve. Une patrouille du 1er Commando de reconnaissance (anglais : 1 Recce Commando) a tenté de rejoindre le site à pied, mais n'a pas pu traverser la rivière, désormais inondée par de fortes pluies. Deux nuits plus tard, le 7 décembre, ils atterrirent en hélicoptère du côté nord, mais peu après avoir traversé un kraal, ils furent repérés par l'ennemi et tiré à la mitrailleuse. Le sergent Frederick Wannenburg, leur chef, n'a pas pu riposter depuis sa position, il s'est donc déplacé d'abri en abri, tirant continuellement. Finalement pris entre deux tirs, il a été blessé au ventre et à plusieurs autres endroits. Le sergent-major Johannes Conradie prend alors le commandement, regroupe les hommes et envoie un groupe de flanc qui s'approche de l'ennemi et, bien que sous un feu nourri à bout portant, le force à battre en retraite. Au moment où un hélicoptère a pu être appelé pour évacuer la patrouille, Wannenburg était déjà mort. Lui et Conradie ont reçu le Honoris Crux.
Le 9 décembre, l'ennemi s'est retiré vers des positions plus éloignées du fleuve et a abandonné ses tentatives de tenir le pont, en grande partie à cause des tirs d'artillerie sud-africains d'une précision dévastatrice. Le reste des troupes du groupement tactique sud-africain a été avancé pour prendre position près du côté sud du pont. Le 10 décembre, les ingénieurs ont commencé à reconstruire le pont, en utilisant des rondins de Bluegum provenant de la brousse voisine, mais l'ennemi a rapidement commencé à concentrer ses tirs sur la zone du pont. Deux des ingénieurs sud-africains ont été tués lors du bombardement intense et tous les efforts visant à réparer le pont ont été temporairement abandonnés.
Ils se sont rendus à la rivière et, comme un homme avait été blessé, le lieutenant Heyns a nagé jusqu'à la rivière trois fois pendant la nuit pour obtenir de l'aide et des fournitures médicales. Le soldat a cependant été grièvement blessé et finalement un médecin a traversé la rivière en furie à l'aide d'une corde et a été guidé à travers le marais jusqu'à la patrouille. Plusieurs Reeces l'accompagnaient et, lorsque les FAPLA ont commencé à leur tirer dessus, ils ont éloigné l'ennemi de la patrouille isolée. Le lieutenant Heyns et le médecin ont ramené le blessé sur une civière, se mettant à l'abri à chaque fois qu'on leur tirait dessus. Un hélicoptère a ensuite évacué le blessé vers Cela, où il est décédé cette nuit-là.
Le 11 décembre, les bombardements de l'artillerie sud-africaine sur les positions ennemies ont rendu la zone suffisamment sûre pour que les ingénieurs puissent poursuivre leurs efforts de réparation du pont, même si les roquettes Red Eye ont continué à atterrir à proximité. Les observateurs qui pouvaient voir les salves tirées au loin avertissaient rapidement les hommes qui se mettaient alors à l'abri jusqu'à ce que les explosions soient terminées et qu'ils puissent continuer leur travail. Dans l'après-midi du 11 décembre, le commandant de la Task Force Zulu, le colonel Blackie Swart, a rendu visite aux positions du Foxbat et les deux commandants d'unité ont effectué une reconnaissance rapide des positions ennemies. Swart a souligné qu'il était impératif que ses forces se remettent en mouvement, et Kruys a accepté d'essayer de terminer les travaux de traversée cette nuit-là ou le lendemain.

### L'attaque blindé Sud-African
Les sapeurs ont transpiré pour que le pont soit prêt à temps et, aux premières lueurs du 12 décembre, l'artillerie sud-africaine se préparait à un effort suprême. La matinée était nuageuse et l'artillerie a retardé le début du bombardement jusqu'à ce que les cibles ennemies deviennent visibles pour les observateurs. L'attaque de l'infanterie et des voitures blindés devait se dérouler en trois phases :
1. Une attaque centrale par des voitures blindés Eland et une compagnie d'infanterie pour repousser l'ennemi jusqu'au Pont 15, près de Cassamba.
2. Une attaque d'une compagnie d'infanterie pour prendre le kraal.
3. Une compagnie d'infanterie attaque les positions montagneuses pour s'emparer des hauteurs puis faire la jonction avec les blindés de la phase 1.

Contre eux se trouvait un bataillon de plus de 1 000 soldats d'infanterie, dont beaucoup étaient des soldats cubains. Plus en arrière se trouvaient des armes antichar, notamment des missiles 9M14 Malyutka (connu aussi comme Sagger), utilisées pour couvrir la route le long de laquelle le Foxbat devrait avancer. Dans leur deuxième ligne de défense, les FAPLA disposaient de plusieurs mortiers de 120 mm pilotés par des Cubains, de canons de 75 mm et d'une batterie complète de canons anti-aériens de 14,7 mm ainsi que de plusieurs lance-roquettes multiples de 122 mm. Les lance-roquettes multiples BM-21 de fabrication russe, connus sous le nom d'Organes de Staline ou Katyusha et decisive sur Kifangondo, ont été surnommés par les soldats sud-africains en afrikaans sous le nom de « Rooi Oog ».
La plupart des positions ennemies avaient été soigneusement identifiées au cours des jours précédents par les observateurs et lorsque les Sud-Africains ont commencé avec le barrage d'artillerie le plus lourd de la bataille, l'ennemi a été pris par surprise. Certains camions de munitions des FAPLA ont été touchés et ont explosé. Les positions d'artillerie ennemies furent touchées et détruites, les mortiers cubains furent touchés directement, tuant la plupart des équipages, et en quelques heures l'artillerie sud-africaine domina le champ de bataille. A 7h00, la phase 1 de l'attaque a commencé, suivie presque immédiatement par la phase 2.
Les voitures blindées Eland passèrent le pont et après avoir avancé d'environ 500 mètres elles se trouvèrent face à l'ennemi en tirant continuellement. Les voitures se sont positionnées à 100 mètres des côtés de la route, déroutant les équipes ennemies de Sagger qui étaient positionnées pour tirer sur la route. L'infanterie ennemie commença à battre en retraite et l'un des voitures blindés surprit une position de mortier, détruisant six mortiers avec l'un de ses obus de 90 mm. Lorsqu'ils furent à court de munitions, trois autres Elands furent envoyés pour les remplacer. Le sous-lieutenant van Vuuren, commandant la deuxième unité, traversa le premier groupe et reçut un avertissement indiquant que des chars cubains approchaient du nord.
Les tirs d'artillerie ennemie explosaient toujours autour des voitures lorsqu'un camion russe en retraite rempli de troupes cubaines s'est arrêté derrière les Elands. Au début, van Vuuren pensait qu'il s'agissait de ses propres troupes dans un véhicule capturé (beaucoup étaient utilisés par les Sud-Africains), mais un rapide message radio a confirmé qu'il devait s'agir d'ennemis. Les occupants du camion étaient apparemment également confus. Ils n'ont pas tiré, mais ont tenté de traverser les Elands, utilisant les voyants lumineux du camion pour signaler leur intention. Van Vuuren a attendu de dépasser son Eland, puis a lancé un projectile de 90 mm à l'arrière du camion, tuant les 20 occupants cubains.
Les voitures blindés se sont ensuite dirigés vers une ferme, où se trouvaient à l'extérieur 20 autres Cubains, apparemment en conférence. Van Vuuren était également à court de munitions pour les Elands et ordonna à ses commandants de fermer les trappes. Les Cubains ont envahi les Elands et ont commencé à tirer. Van Vuuren a riposté avec un pistolet, tirant à travers une trappe de tourelle et tuant onze Cubains alors qu'ils tentaient de monter dans les voitures blindées. On a découvert plus tard que les Cubains fumaient de la marijuana dans maison de la ferme, ce qui explique l'attaque imprudente contre les Elands.
Les voitures blindés avancèrent si vite que l'infanterie ne put suivre. La phase 2 de l'attaque s'est déroulée comme prévu, avec peu de résistance offerte dans le kraal, qui a été abandonné par l'ennemi après que les obus de l'artillerie sud-africaine ont commencé à tomber dessus. Ils ont laissé sur place leurs armes lourdes et leurs munitions. La phase 3 a été reportée après que le commandant d'infanterie de l'UNITA ait été légèrement blessé et que ses hommes aient refusé de continuer sans le soutien des automitrailleuses. Leur attaque a donc été reprise et complétée par les troupes de la phase 2. Le groupement tactique Foxbat ne s'est pas arrêté, comme initialement prévu, à Cassamba, mais a continué à combattre et à avancer jusqu'à atteindre le pont 15. L'ennemi s'est battu avec acharnement pour conserver la possession de la zone, mais ses blindés se sont retirés après qu'un de leurs véhicules blindés ait été touché par des tirs d'artillerie.
A midi, l'attaque était terminée et les troupes commençaient à consolider leurs positions. Vers 13 heures, il a commencé à pleuvoir abondamment et les mouvements des troupes ont été gravement entravés, même si les ingénieurs ont continué à travailler sur le pont. La zone située entre les collines et Almeida était désormais sécurisée et des patrouilles de troupes sud-africaines et de voitures blindés ont commencé à nettoyer la zone des poches restantes des troupes ennemies. La route vers Quibala était désormais ouverte et les Sud-Africains avancèrent jusqu'à environ 6 kilomètres au nord d'Almeida, bien que les zones minées et les bombardements par les roquettes Red Eye ralentissent l'avancée de la Task Force Zulu.

## Conséquences
Lorsque la nouvelle de l'attaque réussie du groupement tactique Foxbat fut reçue au QG, les officiers d'état-major furent surpris. Face à la décision de l'Afrique du Sud de se retirer d'Angola, un message fut envoyé à Cela annulant l'opération de capture du Pont 14, mais il ne parvint au colonel Swart qu'après que la bataille ait déjà eu lieu. La victoire au Pont 14 fut si complète que le commandant du Foxbat, le brigadier George Kruys, dut empêcher ses commandants de véhicules blindés de poursuivre davantage l'ennemi en retraite, un ordre qu'ils acceptèrent avec une certaine réticence. Kruys savait que ses forces étaient trop petites pour pouvoir transformer la retraite en une défaite totale.
Au cours de la bataille, les Sud-Africains ont perdu quatre hommes. Les Cubains et le MPLA ont perdu plus de 400 hommes, même si le nombre exact était difficile à déterminer car, comme l'a rapporté plus tard la BBC, des camions remplis de cadavres quittaient constamment la zone en direction du nord. Parmi les Cubains tués se trouvait le commandant du corps expéditionnaire cubain, le commandant Raúl Díaz Argüelles. Bien que les Sud-Africains aient décidé de se retirer d'Angola en Janvier, le lieutenant-général Magnus Malan s'est rendu sur le front le 15 décembre et a déclaré à tous les commandants que, même s'ils ne recevraient pas de renforts supplémentaires, ils devaient capturer et conserver autant de territoire que possible. avec les troupes disponibles.
Pour les Sud-Africains, la bataille pour le Pont 14 a été une opération très réussie et a prouvé que la vitesse, la surprise et une attaque agressive peuvent faire pencher la balance en faveur d'une force numériquement plus faible et dotée de moins d'armes lourdes. La précision de l'artillerie sud-africaine a joué un rôle clé dans la capture du pont et a permis au Zulu et au Foxbat de continuer à avancer vers le nord. L'ennemi a commis la grave erreur d'utiliser des positions permanentes pour sa propre artillerie, déplaçant ses canons d'un endroit à l'autre à intervalles réguliers, au lieu de trouver de nouvelles positions comme l'ont fait les Sud-Africains. Les observateurs ont pu enregistrer tous leurs emplacements comme cibles et attendre simplement que l'artillerie ennemie arrive à chaque endroit avant de tirer sur eux.